# Stellaria irazuensis
Stellaria irazuensis là loài thực vật có hoa thuộc họ Cẩm chướng. Loài này được Donn. Sm. miêu tả khoa học đầu tiên năm 1897.